# Microscopio elettronico a trasmissione

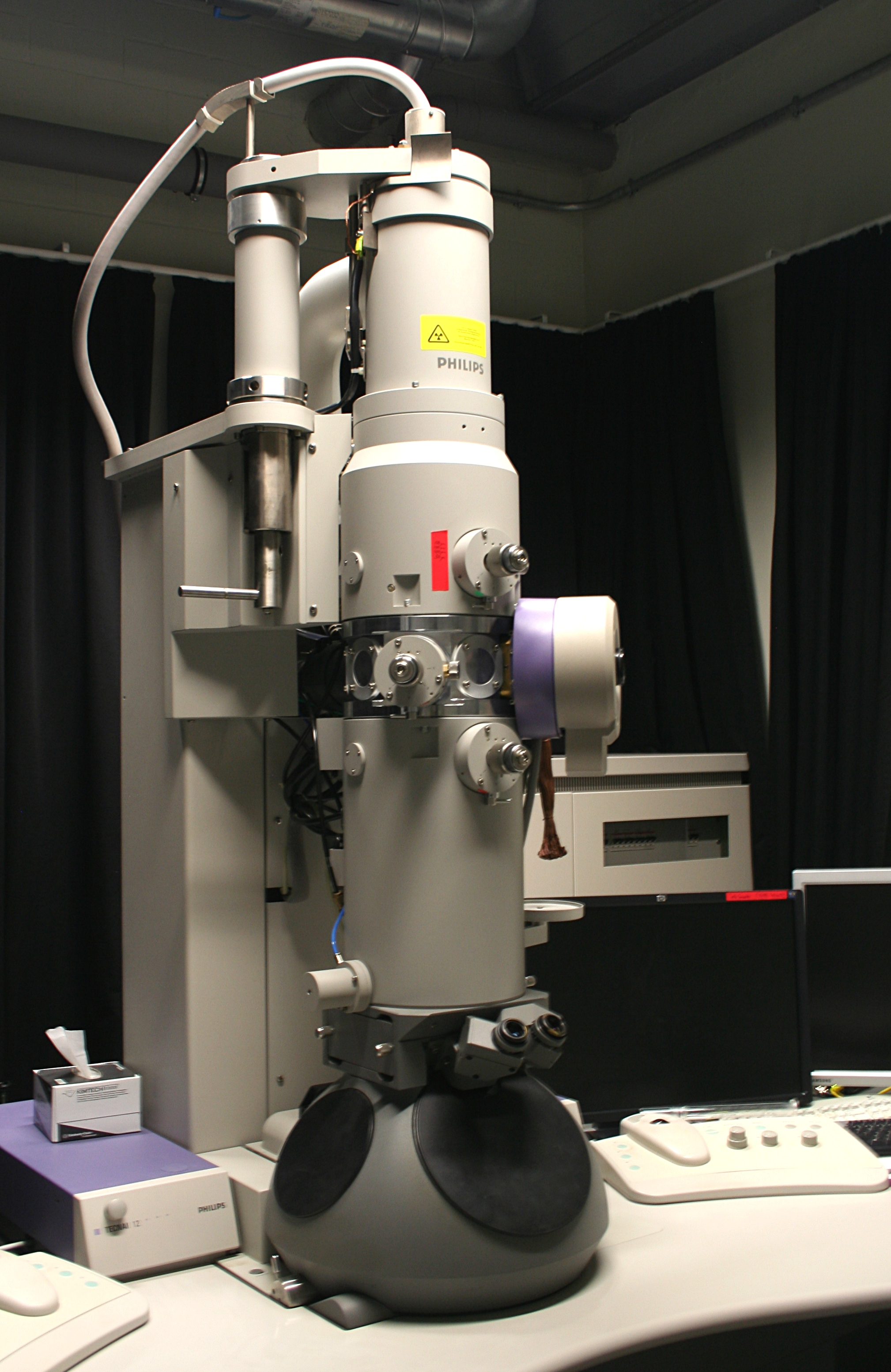
Un microscopio elettronico a trasmissione

Il microscopio elettronico a trasmissione, di solito indicato con l'acronimo TEM, dall'inglese transmission electron microscope, è un tipo di microscopio elettronico.

## Funzionamento

Schema di funzionamento di un microscopio elettronico a trasmissione.

In TEM gli elettroni che costituiscono il fascio attraversano una sezione nella quale, in precedenza, è stato creato il vuoto, per poi passare completamente attraverso il campione. Questo, dunque, deve avere uno spessore estremamente ridotto, compreso tra 50 e 500 nm. Il potere di risoluzione (la minima distanza fra due punti per la quale si possono distinguere come tali e non come uno solo) è di circa 0,2 nm, cioè circa 500.000 volte maggiore di quello dell'occhio umano contro il nm dei migliori SEM. Questo tipo di microscopio è fornito, lungo l'asse elettro-ottico, di complessi sistemi che sfruttando la modificazione di campi elettrici e magnetici, sono di conseguenza in grado di pilotare gli elettroni attraverso "lenti" magnetiche necessarie ad allargare considerevolmente il fascio di elettroni, già passati attraverso il campione, per far sì che l'immagine risulti ingrandita. Il campione consiste in sezioni, come si è detto, molto sottili, appoggiate su di un piccolo dischetto in rame o nichel (del diametro di pochi millimetri) fenestrato di solito a rete ("retino") in modo che la sezione possa essere osservata tra le sue maglie senza interposizione di vetro (a differenza di quello che avviene nel microscopio ottico) che non sarebbe attraversato dagli elettroni. Questi ultimi infatti non possono attraversare materiali spessi.
Il fascio di elettroni colpisce uno schermo fluorescente (sensibile agli stessi) proiettando su di esso un'immagine reale e fortemente ingrandita della porzione di campione precedentemente attraversata. Questo microscopio fornisce le immagini in bianco e nero, però molte volte si trovano immagini ottenute dallo stesso che sono state successivamente elaborate digitalmente migliorando l'immagine.
La migliore prestazione di un microscopio elettronico a trasmissione è stata ottenuta nel giugno 2003 con l'OAM (One Angstrom Microscope) in uso presso il Lawrence Berkeley National Laboratory negli Stati Uniti, un microscopio elettronico ad alta risoluzione HRTEM (high resolution transmission electron microscope): lo strumento ha fornito un'immagine dei singoli atomi di litio di un campione di ossido di litio e cobalto (il litio è l'elemento più leggero dopo l'idrogeno e l'elio).